# União Desportivo Taveirense
O Taveirense (União Desportivo Taveirense) é um clube de futebol oriundo de Taveiro, Coimbra, fundado em 14 de abril de 1958. Venceu a Taça da Associação de Futebol de Coimbra de 1987.
Disputa em 2007/08 a 1ª Divisão, série B, da AF Coimbra, partilhando para o efeito o Estádio Municipal Sérgio Conceição com o Clube de Futebol União de Coimbra.